# Aeroportul Zaranj
Aeroportul Zaranj (IATA: ZAJ, ICAO: OAZJ) este un aeroport din Provincia Nimruz, Afganistan ce deservește zona Sarandsch. A fost numit după zona deservită.
Situat la o altitudine de 482 m, aeroportul dispune de o singură pistă. Este operat de Ministry of Defense⁠(d).